# 寒沢せぎ
寒沢堰（さむさわぜき）は、上信越高原国立公園内、横手山を水源とするガラン沢の水を集水する水路である。
ガラン沢（群馬県吾妻郡草津町）の水は、利根川に合流し、千葉県銚子市から太平洋に流れているのであるが、この水を中央分水嶺をトンネルで超え、長野県側に通水し、夜間瀬川から千曲川（信濃川）を経て、日本海に流しているのが、寒沢堰である。
この堰（用水路）を造ったのが、長野県下高井郡山ノ内町寒沢地区（旧寒沢村）であるため、寒沢堰と呼ばれているが、かんがい用水として利用しているのは長野県中野市（八カ郷土地改良区）である。厳しい自然環境下で一度は廃れた水路が、復活し現在も使われているのであるが、稲作の衰退とともにその存在意義は再び変化している。

## 位置

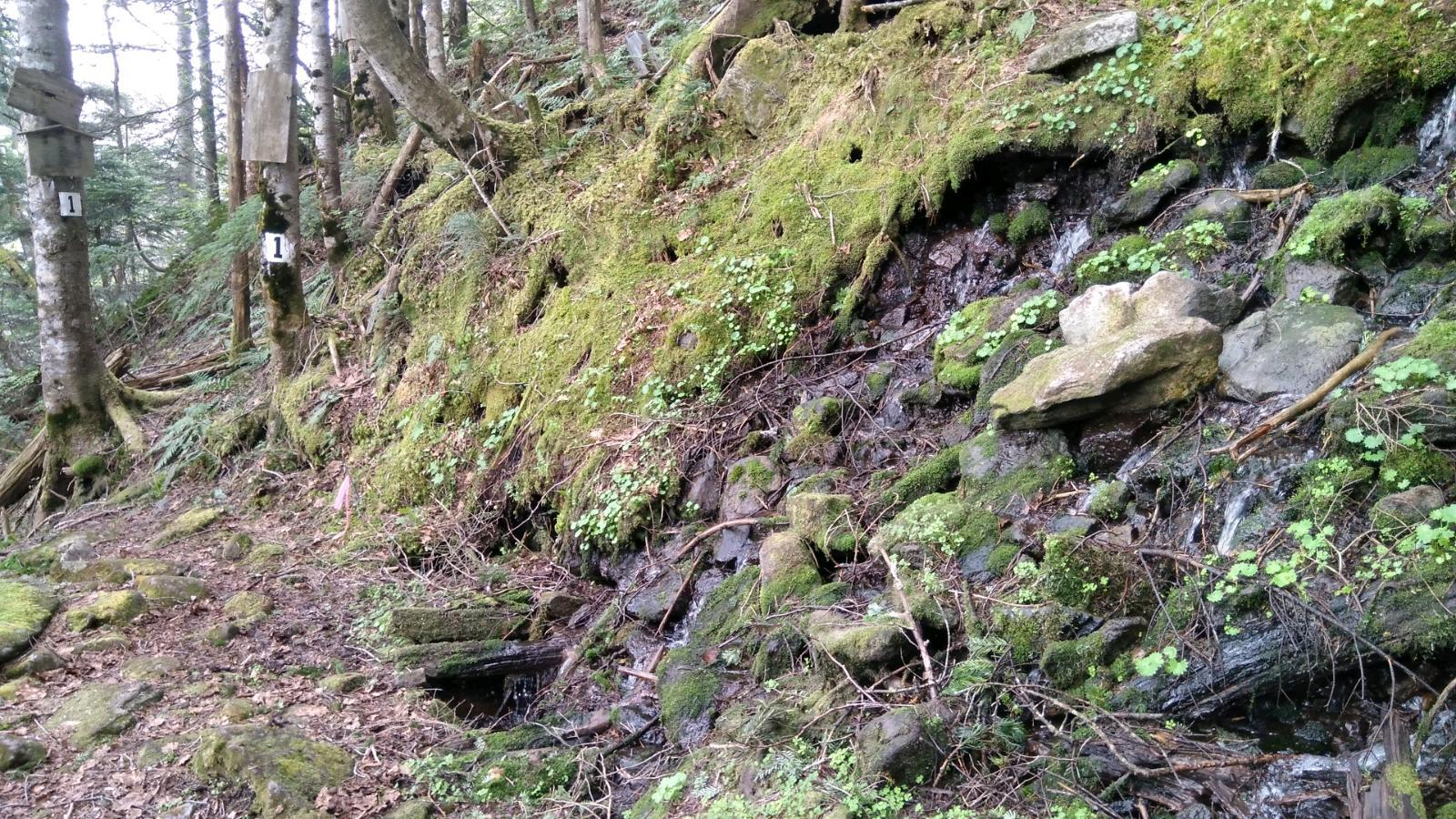
No1取水口

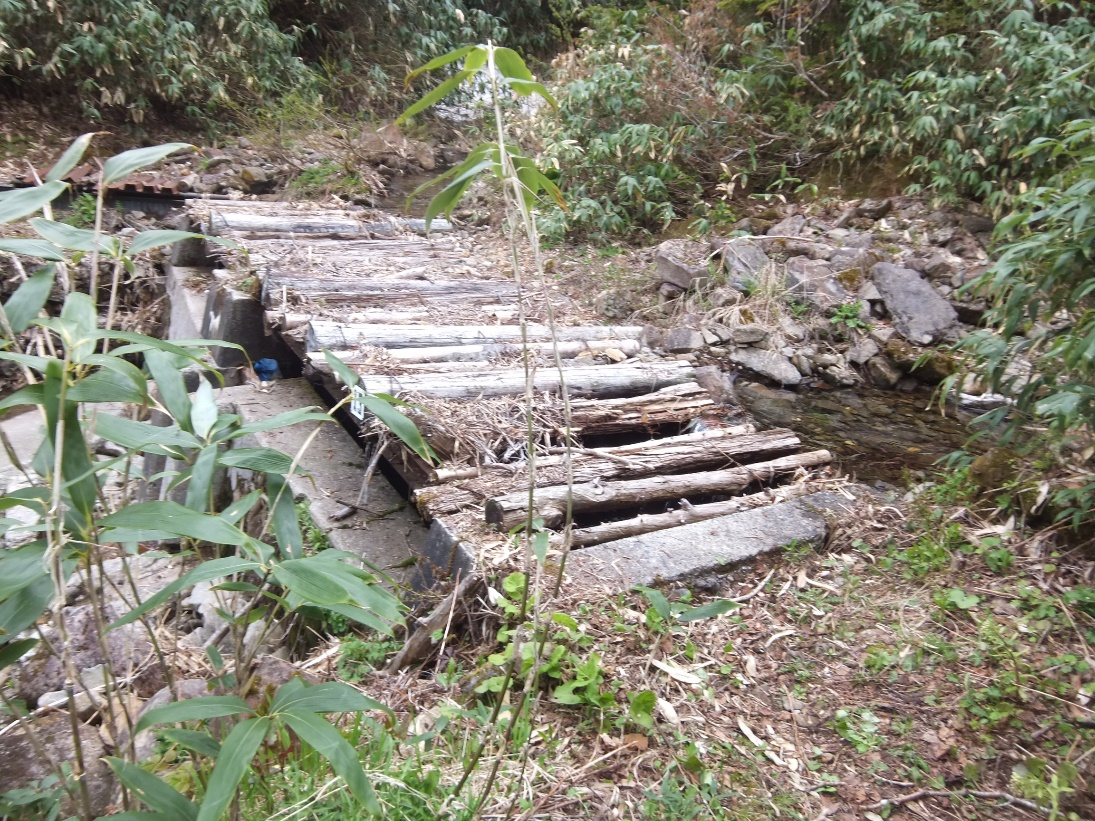
No12・13取水口

群馬県吾妻郡中之条町旧入山村から始まった水路は、旧草津峠をトンネルで抜け、長野県下高井郡山ノ内町の角間川から夜間瀬川に流れ込む。

## 構造
- 水路延長：3,273 m
- 石積壁水路：巾高さ1 m程度から30 cm程度
- コンクリート製取水口（沈砂池兼ねる）：17箇所
- 国境トンネル円形水路：324 m径700 mm、FRP製

トンネルを抜けた流水は、角間川支流に合流し、横手山スキー場と国道292号を横断し、角間川本流に合流する。

## 水量
正確に観測測定した記録はない。
- 『八カ郷水利誌』では最大0.22 m3/s、常時0.06 m2/s
- 明治期の『水量調査書』では、平常最多ノ水量ヲ調スルニ、深さ八寸、巾ニ尺五寸アリ、此水一秒間ニ一尺ヲ流ル→水位240 mm、水路巾750 mm、流速毎秒300 mm = 0.11 m3/s

沢次郎の引水事業開始前に完成し影響を与えた寒沢村南隣の上高井郡高山村「太田堰」（明治13年通水）も万座峠付近から群馬県側からの中央分水嶺を超えた引水であるが、水量が少なく、増水計画の隧道工事も資金不足でとん挫断念され、遺構も自然に還ってしまった。
ガラン沢から角間川までの「沢次郎水路」は発電事業により奇跡的に復活し、現在も電気とかんがい用水をもたらし続けているのである。

## 令和の姿
発電会社は土砂の流入防止の為、水路の鋼製・木製蓋掛けを行い、令和の現在まで毎年の除草・破損部の補修等の水路保守を続け、国有林野内貸付借地更新申請（営林署）を行っている。
また、国境卜ンネルの隧道部(L=294m)は「団体(営)ため池等整備事業寒沢堰水路改修」（S63～H7）で中野市・八カ郷により改修されている。草津峠を貫く隧道は、近代的なFRP製水路となり、4～5人と言われる殉職者が出たことなど記する案内もなく、出口ではひっそり渓流の瀬音をさせているだけである。

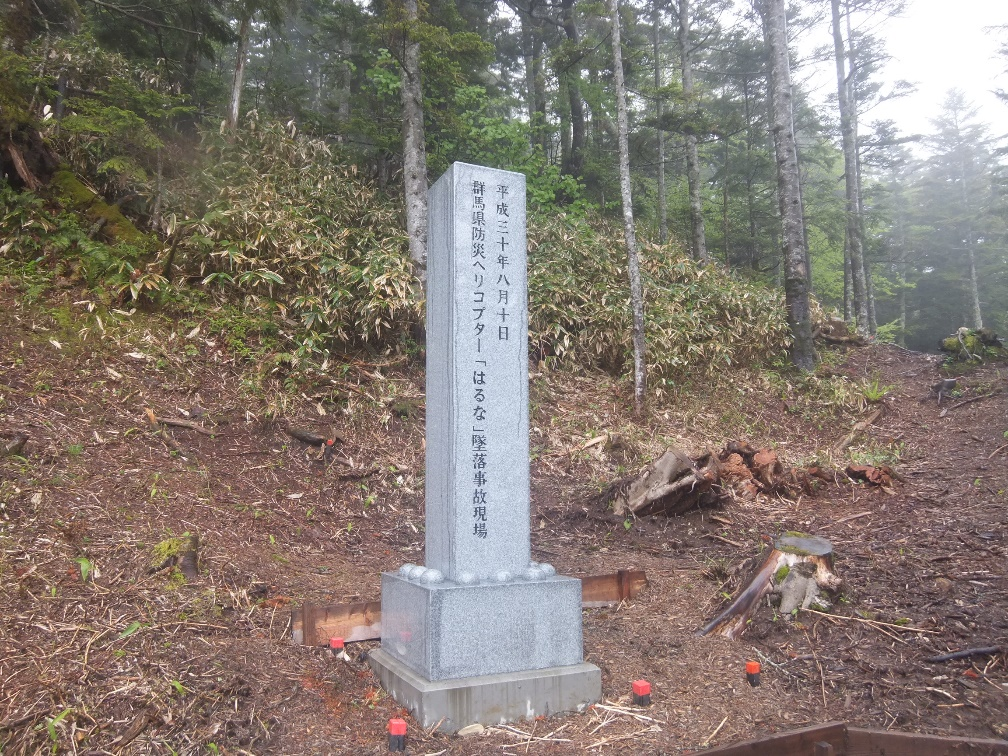
はるな慰霊碑

寒沢区では昭和50年代研究会が設けられていたが、当時の古老達が亡くなると寒沢堰は忘れれつつある。
角間川から寒沢村までの水路は、放置され遺構も確認は難しい。
ガラン沢下流には、熊倉水力発電所（群馬県企業局）が建設された。
- 運転開始：1994年6月
- 最大出力：2900 kW
- 使用水量2.56 m3/s
- 一般社団法人電力土木技術協会

平成30年8月10日群馬県防災航空隊防災ヘリコプター「はるな」が、ガラン沢水路付近に墜落した。慰霊碑が建設され渋峠からの遊歩道が造られている。これにより、横手山スキー場を横断し、トンネル工事仮設道路を草津峠に向かって歩く遊歩道と二つのルートが確保された。

## 開発当初の経緯
（一部未確認）
- 明治14年：長野県下高井郡穂波村鈴木沢治郎氏、群馬県吾妻郡入山村から、ガラン沢の水利権を誼渡さる
- 明治15年：鈴木沢治郎氏、群馬県知事に水利発見願いを提出する
- 明治16年1月：地元地主下高井郡沓野村新堰開墾見込み書提出
- 明治16年9月：旧松代藩館三郎仲介により沓野村との示談成立
- 明治16年：同上許可、鈴木沢治郎氏独力で水路工事着手する
- 明治20年11月：八カ郷承諾する
- 明治22年：養田・湯本により村内事業に着手する
- 明治25年：草津隧道貫通する（第一期工事）
- 明治28年：全水路完成する
明治29年全水路通水する
- 大正元年：漏水が多く使用不能となる
- 大正9年：長野電灯（株）に寒沢村の水利権および工作物譲渡する
- 大正15年12月：平穏第一第二発電所運開
- 平成7年：国境卜ンネルの隧道改修